# Troy Onyango
Troy Onyango (Kisumu, 1993) es un escritor, editor y abogado keniata.

## Biografía
Nació y se crio a las orillas del Lago Victoria. Estudió derecho en la Universidad de Nairobi y un máster de escritura creativa en la Universidad de Anglia del Este.
Es fundador y editor de la revista literaria online Lolwe.

## Relatos
- All Things Bright & Beautiful
- Little Daju
- Wet Ash
- For What Are Butterflies Without Their Wings?
- The Transfiguration